# Transports Internationaux Routiers
Transport Internationaux Routiers (forkortes TIR) er en international told-ordning. Ordningen tillader godstransportører at transportere gods gennem lande og kun betale told i destinations-landet. Alternativet er at betale told når godset bringes ind i et transit-land og få tolden refunderet når transit-landet forlades igen.
Transporten skal foregå i en forseglet lastbil eller container uden omlastning. Transporten skal udføres helt eller delvist med vejkøretøjer.
| Trafik | Spire Denne trafikartikel er en spire som bør udbygges. Du er velkommen til at hjælpe Wikipedia ved at udvide den. |